# Karlhof (Tännesberg)
Karlhof ist ein Gemeindeteil des Marktes Tännesberg im Landkreis Neustadt an der Waldnaab (Oberpfalz, Bayern).

## Geographie
Die Einöde Karlhof liegt einen Kilometer nordwestlich von Kleinschwand an der Gemeindeverbindungsstraße von Kleinschwand nach Voitsberg auf einer Höhe von 570 Metern.